# Bauru
Bauru je grad u Brazilu. Nalazi se u saveznoj državi Sao Paulo. Prema procjeni iz 2007. u gradu je živjelo 347.601 stanovnika.

## Stanovništvo
Prema procjeni iz 2007. u gradu je živjelo 347.601 stanovnika.
| 1991.   | 2000.   |
| ------- | ------- |
| 261.112 | 316.064 |

## Vanjske poveznice
- Službena stranica